# Towarzystwo Pomocy im. św. Brata Alberta
Towarzystwo Pomocy im. św. Brata Alberta, TPBA – katolicka organizacja dobroczynna działająca od 1981 roku. Posiada status Organizacji Pożytku Publicznego. Pomaga bezdomnym mężczyznom, kobietom, samotnym matkom, ofiarom przemocy, dzieciom z rodzin ubogich, osobom starszym oraz więźniom.

## Cel i misja Towarzystwa
Celem Towarzystwa jest pomoc osobom bezdomnym i ubogim, w duchu przesłania głoszonego przez św. Brata Alberta. Istotą tego działania jest odbudowa godności człowieka. Zaspokajając potrzeby elementarne (dach nad głową, odzież i posiłek), Towarzystwo wskazuje także na potrzebę rozwoju duchowego i emocjonalnego osób bezdomnych i ubogich. Realizowane jest to poprzez odtwarzanie i umacnianie więzi rodzinnych, odbudowę świata wartości oraz poprzez zdobywanie umiejętności pozwalających na funkcjonowanie w społeczeństwie.

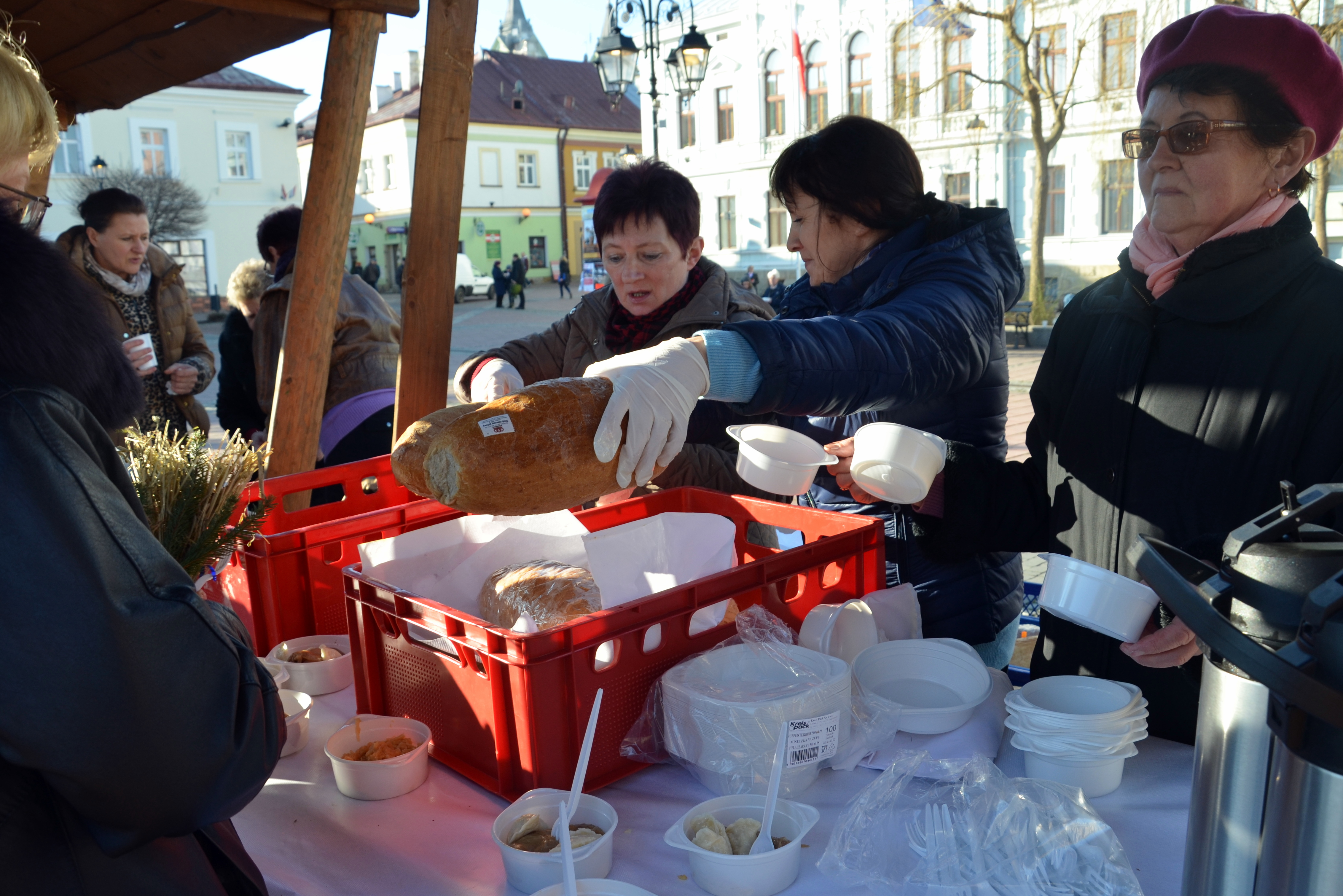
Wigilia TPBA na sanockim rynku, akcja rozdawania chleba potrzebującym, 2015

## Krótka historia Towarzystwa
Towarzystwo, dzięki staraniom wrocławskiego prawnika Lecha Paździora, zostało zarejestrowane 2.11.1981, a pierwsze schronisko uruchomiono w Wigilię 1981 r. w baraku przy ul. Lotniczej 103. Jako opiekun z pierwszymi 11 bezdomnymi zamieszkał brat Jerzy Marszałkowicz.
Towarzystwo powstało na fali obudzenia aktywności społecznej po powstaniu Solidarności i gromadziło głównie inteligencję i studentów. Na patrona założyciel wybrano Brata Alberta. W nazwie Towarzystwa figurował pod świeckim nazwiskiem (Towarzystwo Pomocy im. Adama Chmielowskiego), gdyż ówczesne władze nie zgodziły się na umieszczenie w nazwie organizacji zakonnika. Po 1989 r. zmieniono nazwę na Towarzystwo Pomocy im. Brata Alberta, a po kanonizacji Brata Alberta na – Towarzystwo Pomocy im. św. Brata Alberta.
W początkowym okresie działalność Towarzystwa miała charakter ratowniczy, a placówki działały dzięki pracy pracowników i wolontariuszy, którzy w zasadzie nie mieli żadnego przygotowania zawodowego. Wówczas powstawały głównie schroniska dla mężczyzn. Dopiero po kilku latach zaczęły funkcjonować także schroniska dla kobiet z dziećmi, kuchnie i domy dla osób starszych.
W latach 90. XX wieku gwałtowny wzrost liczby bezdomnych mężczyzn spowodował silne zatłoczenie schronisk w dużych miastach. Zaczęto więc otwierać noclegownie, do których kierowano mężczyzn nie podejmujących pracy nad rozwiązywaniem swoich problemów. Pod koniec lat ’90 XX wieku w schroniskach zaczęli pracować pierwsi terapeuci ds. uzależnień, psychologowie i pracownicy socjalni. W wyniku ich działalności pojawiła się grupa ludzi po terapii, często mających skromny dochód, którzy dalej przebywali w schronisku. Jako kolejny krok ku samodzielności dla tej grupy zaczęto tworzyć hostele i mieszkania chronione.

## Władze i struktura organizacji
Naczelnymi władzami Towarzystwa są:
- Zebranie Ogólne – stanowi najwyższą władzę Towarzystwa, zwoływane jest co dwa lata. Do Zebrania Ogólnego należy wybór członków Zarządu Głównego, podejmowanie uchwał, udzielanie absolutorium, uchwalanie zmian Statutu, powzięcie uchwały o rozwiązaniu Towarzystwa,
- Rada Naczelna – jest wybierana w składzie 15-21 członków na 4-letnią kadencję. Do zadań Rady Naczelnej należy: wykonywanie uchwał Zebrania Ogólnego, uchwalanie rocznego planu działania i finansowego, powoływanie i rozwiązywanie Kół i Oddziałów, nadzorowanie i koordynacja działalności Kół i Oddziałów, wybieranie członków Prezydium.
- Prezydium – jest organem wykonawczym Rady Naczelnej i wykonuje jego uchwały. W skład Prezydium wchodzi Prezes Towarzystwa oraz 4-6 członków Rady Naczelnej. Do zadań Prezydium należy wykonywanie uchwał Rady Naczelnej, zarządzanie majątkiem i finansami Towarzystwa, sprawowanie nadzoru nad działalnością Kół i Oddziałów, dbanie o zachowanie tożsamości ideowej Towarzystwa, prowadzenie działalności informacyjnej i promocyjnej, organizowanie szkoleń.
- Główna Komisja Rewizyjna – wybierana jest w składzie 5-9 członków. Do zadań GKR należy kontrola całokształtu działalności Towarzystwa, przedstawianie wniosków pokontrolnych Zarządowi Głównemu i Zebraniu Ogólnemu oraz składanie sprawozdań ze swojej działalności oraz stawianie wniosku o udzielenie absolutorium.
- Sąd Koleżeński – wybierany jest w składzie 10-12 członków i powołany został do rozpatrywania spraw członków w wypadkach nieprzestrzegania Statutu, regulaminów, uchwał i zarządzeń, popełnienia czynu niegodnego godzącego w dobre imię Towarzystwa. Sąd także rozstrzyga wątpliwości przy stosowaniu Statutu.

Ponadto powoływane są władze poszczególnych Kół (Zebranie Koła, Zarząd Koła, Komisja Rewizyjna Koła) oraz Oddziałów (Zebranie Oddziału, Zarząd Oddziału, Komisja Rewizyjna Oddziału). Patrz niżej.

### Koła TPBA
Towarzystwo zrzesza ok. 3000 członków zorganizowanych w 66 kołach na terenie 15 województw: dolnośląskim (Jelenia Góra, Lubin, Świdnica, Wrocław, Zgorzelec, Kłodzko, Ziębice), kujawsko-pomorskim (Inowrocław, Grudziądz), lubelskim (Chełm, Kąkolewnica, Kodeń, Puławy, Świdnik, Terespol, Zamość), lubuskim (Gorzów, Nowa Sól, Żary), łódzkim (Brzeziny, Łódź, Pabianice, Tomaszów, Zgierz), małopolskim (Kraków, Miechów), mazowieckim (Warszawa, Warszawa-Praga), opolskim (Bielice, Brzeg, Otmuchów), podkarpackim (Dębica, Dynów, Gorzyce, Jarosław, Krosno, Łańcut, Mielec, Przemyśl, Sanok, Stalowa Wola, Wisłok Wielki, Tapin), podlaskim (Suwałki), pomorskim (Człuchów, Gdańsk, Słupsk), śląskim (Bielsko-Biała, Bytom, Częstochowa, Gliwice, Katowice, Rybnik, Siemianowice, Sosnowiec, Zabrze), świętokrzyskim (Kielce, Skoszyn, Włoszczowa), wielkopolskim (Kalisz, Kępno, Ostrów, Pleszew, Poznań), zachodniopomorskim (Dębno, Koszalin).
Każde koło stara się rozszerzyć swoją działalność o schronisko, kuchnię lub inną formę pomocy. Koła nie posiadają osobowości prawnej, jednak mogą ją nabyć zgodnie z warunkami określonymi przez Zebranie Ogólne. Uzyskują wtedy oddzielny numer Krajowego Rejestru Sądowego, formalnie przynależą jednak nadal do Towarzystwa Pomocy im. św. Brata Alberta oraz posługują się tym samym Statutem. Poniżej lista kół posiadających osobowość prawną (połowa 2013):
- Koło Bielickie
- Koło Bielskie
- Koło Brzeskie
- Koło Brzezińskie
- Koło Bytomskie
- Koło Chełmskie
- Koło Częstochowskie
- Koło Człuchowskie
- Koło Dębickie
- Koło Dębnowskie
- Koło Dynowskie
- Koło Gdańskie
- Koło Gliwickie
- Koło Gorzowskie
- Koło Gorzyckie
- Koło Grudziądzkie
- Koło Inowrocławskie
- Koło Jarosławskie
- Koło Jeleniogórskie
- Koło Kaliskie
- Koło Katowickie
- Koło w Kąkolewnicy
- Koło Kieleckie
- Koło Łódzkie
- Koło Kłodzkie
- Koło Kodeńskie
- Koło Koszalińskie
- Koło Krakowskie
- Koło Krośnieńskie
- Schronisko w Lipowej
- Koło Lubińskie
- Koło Łańcuckie
- Koło Łódzkie
- Koło Miechowskie
- Koło Mieleckie
- Koło Nowosolskie
- Koło Ostrowskie
- Koło Otmuchowskie
- Koło Pabianickie
- Koło Pleszwskie
- Koło Poznańskie
- Koło Przemyskie
- Koło Puławskie
- Koło Rybnickie
- Koło Sanockie
- Koło Siemianowice
- Koło Skoszyńskie
- Koło Słupskie
- Koło Stalowowolskie
- Koło Suwalskie
- Koło Świdnickie
- Koło w Świdniku
- Koło w Tapinie
- Koło Terespolskie
- Koło Tomaszowskie
- Koło Warszawskie
- Koło Warszawa-Praga
- Koło w Wisłoku Wielkim
- Koło Włoszczowskie
- Koło Wrocławskie
- Koło Zabrzańskie
- Koło Zamojskie
- Koło Zgierzowskie
- Koło Zgorzeleckie
- Koło Ziębickie
- Koło Żarskie

## Pola działalności
Towarzystwo realizuje swoje cele poprzez:
- zakładanie i prowadzenie domów całodobowego pobytu, schronisk, ochronek, noclegowni, hospicjów, kuchni, łaźni i innych placówek pomocy bezdomnym i ubogim;
- działalność dobroczynną, profilaktyczną i resocjalizacyjną;
- udzielania pomocy socjalnej;
- udzielania wsparcia duchowego;
- udzielania pomocy medycznej;
- udzielania pomocy prawnej;
- organizowanie pracy;
- pomoc w reintegracji zawodowej i społecznej;
- prowadzenie działalności wychowawczo-oświatowej.

Wymienione cele Towarzystwo realizowało w roku 2012 w następujących formach:
- prowadzenie placówek dla mężczyzn: 42 schroniska i 9 mieszkań readaptacyjnych dla mężczyzn, 1 schronisko z noclegownią, 15 noclegowni, 2 noclegownie z ogrzewalnią, 8 ogrzewalni;
- prowadzenie placówek dla kobiet i matek z dziećmi: 8 schronisk i 1 noclegownia;
- prowadzenie 7 domów dla osób starszych i chorych;
- prowadzenie 1 domu dziecka z mieszkaniem chronionym dla dorosłych wychowanków;
- prowadzenie 13 kuchni i jadłodajni;
- prowadzenie innych placówek: 8 łaźni, 22 punktów wydawania odzieży;
- prowadzenie 2 Centrów Integracji Społecznej, 2 Klubów Integracji Społecznej, Centrum Terapii Bezdomności;
- prowadzenie: 10 świetlic dla dzieci i 1 dla dorosłych;
- udzielanie pomocy prawnej i psychologicznej;
- organizowanie posług religijnych;
- organizowanie wigilii, śniadań wielkanocnych;
- prowadzenie działalności informacyjnej;
- szkolenie pracowników i wolontariuszy.

W domach i noclegowniach przebywało średnio codziennie 3,5 tys. osób. W działalność Towarzystwa czynnie było zaangażowanych ponad 2 tys. wolontariuszy i 900 członków.

## Finansowanie
Towarzystwo na realizację celów statutowych pozyskuje środki finansowe z:
- środków publicznych
- środków europejskich pozyskanych w konkursach
- odpłatności za świadczenia wniesione przez korzystających z pomocy
- darowizn rzeczowych
- darowizn pieniężnych
- refundacji kosztów działalności placówek
- odpisu 1% z podatku dochodowego
- składek członkowskich
- nawiązki.